# 메리 웰시 헤밍웨이
메리 웰시 헤밍웨이(Mary Welsh Hemingway, 혼전 성씨: 웰시, 1908년 4월 5일~1986년 11월 26일)는 미국의 언론인이자 작가이다. 어니스트 헤밍웨이의 네 번째 부인이었다.

## 어린 시절
미네소타주 워커에서 태어난 웰시는 제재업자의 딸로 태어났다. 1938년 웰시는 오하이오주 출신의 연극 전공 학생이었던 로런스 밀러 쿡(Lawrence Miller Cook)과 결혼하였다. 그러나 동거 생활은 오래가지 못하였고 두 사람은 곧 헤어졌다. 별거 후 메리는 시카고로 넘어가 《시카고 데일리 뉴스》(Chicago Daily News)에서 근무하였으며, 그 곳에서 윌 랭 주니어(Will Lang Jr.)를 만나게 된다. 두 사람은 우정을 쌓으며 함께 근무하였다. 메리는 런던에서 휴가를 보내던 중 《데일리 익스프레스》에서 새 직장을 구하게 된다. 새 직장에서 웰시는 파리로 파견되었고, 이후 제2차 세계 대전 직전 몇 년간 파리에서 근무하게 된다.

## 제2차 세계 대전 시기
1940년 프랑스의 항복 후 웰시는 런던을 거점으로 하여 전황을 취재하였다. 또한 윈스턴 처칠의 기자 회견장에 참석하여 이를 보도하기도 하였다. 전쟁 기간 중 웰시는 호주 출신 언론인 노엘 멍크스(Noel Monks)와 결혼하였다.

## 헤밍웨이와의 결혼

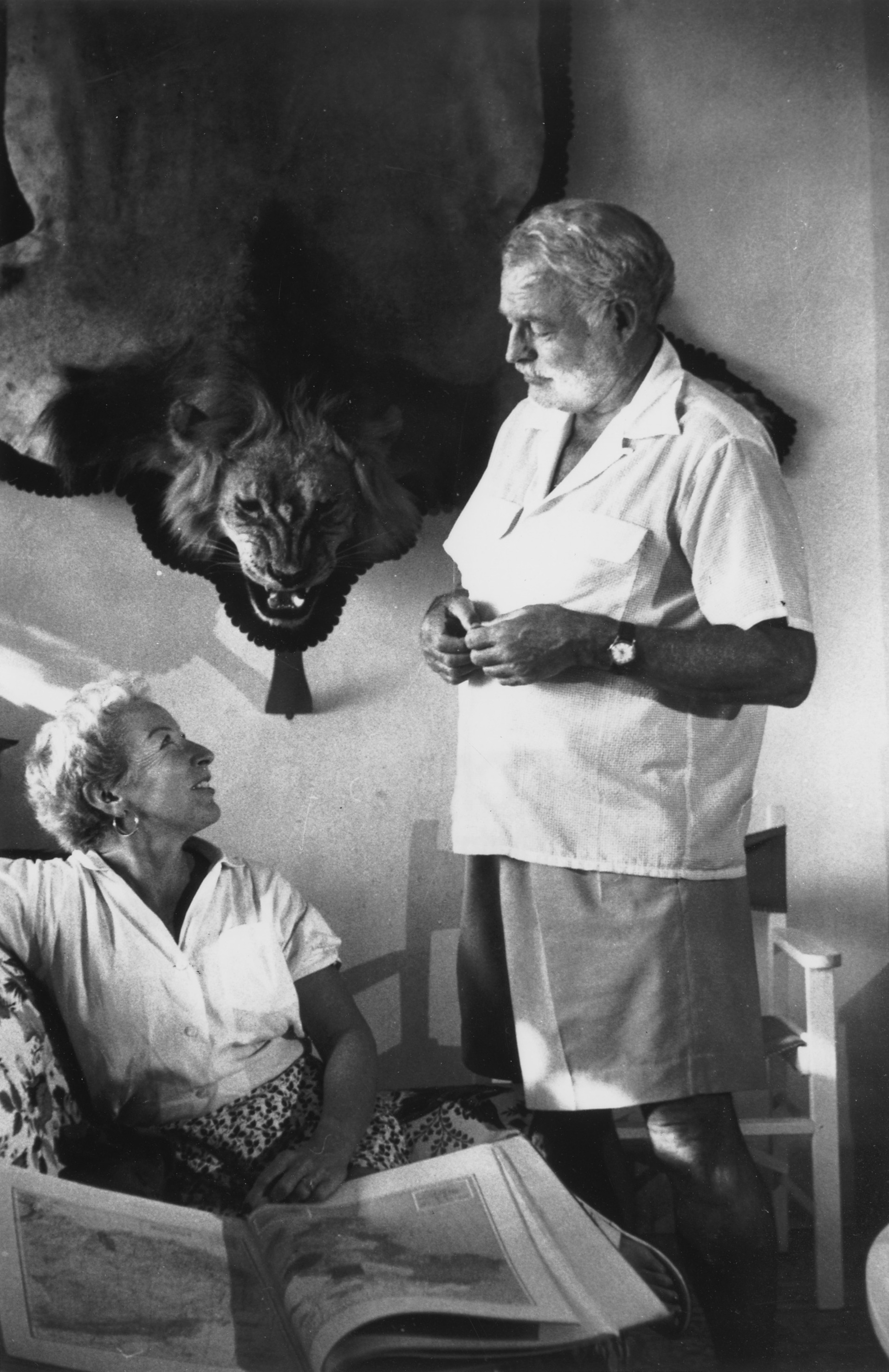
쿠바에서의 메리와 헤밍웨이.

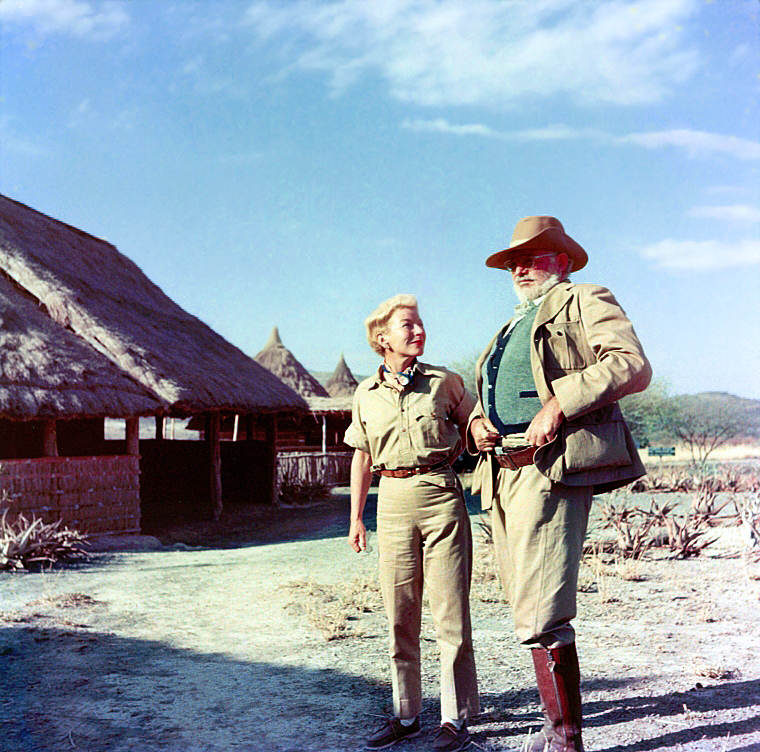
사파리에서의 메리와 헤밍웨이(1953년~1954년).

1944년 웰시는 런던에서 특파원으로 취재하던 중 미국 작가 어니스트 헤밍웨이를 만나게 된다. 1945년에는 노엘과 이혼하였고, 이듬해인 1946년 3월 쿠바에서 헤밍웨이와 결혼식을 올렸다.
결혼 5달 이후인 1946년 8월, 메리는 자궁외임신으로 인해 유산을 하게 된다.
결혼 후 메리는 수년간 쿠바에서 헤밍웨이와 함께 살았고, 1959년 이후에는 아이다호주 케첨에서 함께 거주하였다. 1958년 쿠바에 머물던 중에는 남편과 함께 존 스터지스 감독의 영화 《노인과 바다》에 카메오로 출연하기도 하였다. 극중 헤밍웨이는 도박꾼을 메리는 미국인 관광객을 연기하였다.
케첨으로 이사한 이후인 1961년 7월 2일 아침, 메리는 헤밍웨이가 가장 아끼던 산탄총으로 자살한 모습을 목격하게 된다. 메리와 다른 가족들은 기자들에게 자살이 아닌 사고였다고 말하였는데, 사고 이후 5년 뒤에서야 메리는 헤밍웨이가 스스로 목숨을 거둔 것임을 인정하였다.

## 후기 생애
1961년 어니스트가 사망 이후 메리는 헤밍웨이의 유저(遺著) 집행자 자격으로 활동하며 《움직이는 축제》, 《해류 속의 섬들》, 《에덴의 동산》 등 기타 사후 작품의 출판에 참여하였다. 메리는 소련의 번역가인 타티야나 쿠드럅체바(Татьяна Кудрявцева)에게 《움직이는 축제》의 원고를 주었고, 그 결과 영어 원본과 러시아어 번역본을 동시에 출간할 수 있었다. 1976년에는 자서전 〈어땠을까〉(How it was)를 썼다.
말년에 메리는 뉴욕으로 이주하여 65번가의 한 아파트에서 지내었다. 1986년 11월 26일, 오랜 투병 끝에 세인트루크 병원(St. Luke's Hospital)에서 78세의 나이로 사망하였다. 메리는 유언장에서 어니스트 옆에 있는 케첨에 자신을 묻어달라고 하였으며, 유언에 따라 현재 두 사람은 같은 자리에 묻혀 있다.